# Lauregno
Laurein tiếng Ý: Lauregno) là một đô thị ở tỉnh Bolzano-Bozen trong vùng Trentino-Alto Adige/Südtirol của Ý, có vị trí cách khoảng 45 km về phía bắc của Trento và khoảng 20 km west of Bolzano. Tại thời điểm ngày 31 tháng 12 năm 2004, đô thị này có dân số 360 người và diện tích là 14,2 km².
Laurein giáp các đô thị: Brez, Cagnò, Castelfondo, Cloz, Proveis, Revò, St. Pankraz và Ulten.